# Bernd Zweden
Bernd Zweden (19 december 1988) is een Nederlands voormalig langebaanschaatser die reed voor het Gewest Noord-Holland/Utrecht.
Zweden deed twee keer mee aan het Nederlands kampioenschap allround, in 2010 werd hij 23e en in 2011 werd hij 21e met een knappe vierde plek op de 500 meter vóór de uiteindelijke winnaar Wouter Olde Heuvel. Op de 500 meter op het NK afstanden 2011 werd Bernd Zweden twintigste. In 2011 zette Zweden een punt achter zijn carrière

## Persoonlijk records
| Afstand      | Tijd     | Datum            | Baan       |
| ------------ | -------- | ---------------- | ---------- |
| 500 meter    | 36,84    | 27 december 2010 | Heerenveen |
| 1000 meter   | 1.13.73  | 10 oktober 2010  | Erfurt     |
| 1500 meter   | 1.51,84  | 29 december 2010 | Heerenveen |
| 3000 meter   | 3.57,69  | 28 oktober 2010  | Heerenveen |
| 5000 meter   | 6.54,65  | 28 december 2010 | Heerenveen |
| 10.000 meter | 15.34,02 | 16 januari 2010  | Groningen  |

## Resultaten
| Jaar | NK Afstanden | NK Allround             |
| ---- | ------------ | ----------------------- |
| 2010 |              | NC23 (16e, 24e, 22e, -) |
| 2011 | 20e 500m     | NC21 (4e, 23e, 22e, -)  |